# Ebingen
Ebingen est une ancienne ville d’Allemagne, aujourd'hui le plus grand quartier d’Albstadt (Arrondissement de Zollernalb), dans le Bade-Wurtemberg.